# László Bogár

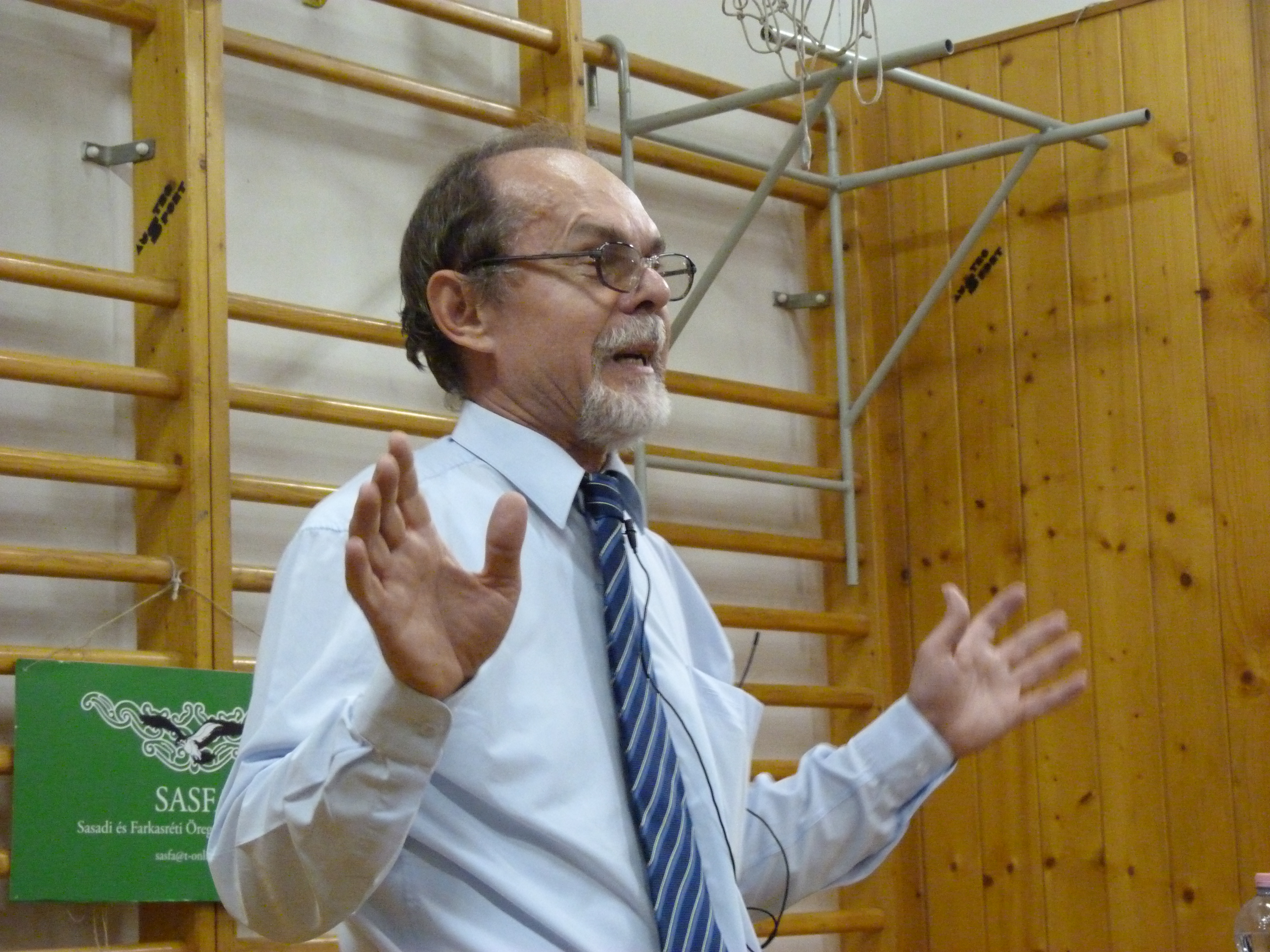
László Bogár

László Bogár (* 22. April 1951 in Miskolc), Staatssekretär a. D. ist ungarischer globalisierungskritischer Philosoph und links-/rechtsnationaler Publizist.

## Leben
László Bogár besuchte in der nordungarischen Industriestadt Miskolc ein französischsprachiges Gymnasium, wo er 1969 sein Abitur ablegte. Noch im selben Jahr schrieb er sich an die Karl Marx Wirtschaftsuniversität in Budapest ein. 1973 schloss er sein Studium als Magister ab. Nach seinem Abschluss war er tätig ein Jahr lang als wissenschaftlicher Mitarbeiter an der Universität Miskolc. Von 1975 bis 1986 arbeitete er bei dem Regionalrat des Komitees von Borsod-Abauj-Zemplén (Nordungarn). 1986 promovierte er in Wirtschaftswissenschaft. Vor der Wende arbeitete er bei der gesellschaftspolitischen Abteilung des kommunistischen Volksfrontes (Hazafias Népfront). Von 1989 bis 1989 war er Feuilleton-Ressortleiter bei der nationalkonservativen Literaturzeitschrift "Hitel". Obwohl Bogár schon 1978 der kommunistischen Staatspartei MSZMP beitrat, vor der Wende war er an der Gründung der ersten oppositionellen Partei, des Ungarischen Demokratischen Forums (MDF) stark beteiligt. Bei den ersten freien Wahlen Ungarns 1990 gewann er ein Mandat in Nordungarn, und im ungarischen Parlament war er für wirtschaftspolitische Themen zuständig. In der ersten freigewählten Regierung Ungarns bekleidete er den Posten des Staatssekretärs im Ministerium für Internationale Wirtschaftsbeziehungen – als Staatssekretär beschäftigte er sich mit den ungarisch-französischen Beziehungen und dem europäischen Hilfsprogramm "PHARE". Sein Mandat konnte er auch bei den nächsten Wahlen 1994 behalten, obwohl seine Partei, das MDF schwere Verluste einbüßen musste. Als sich das MDF 1996 spaltete, trat er mit dem rechtsliberalen Flügel aus, und wirkte bei der Gründung der konservativ-freisinnigen Kleinpartei, der Ungarischen Demokratischen Volkspartei (MDNP) mit. Er war der wirtschaftspolitische Sprecher der neuen liberalkonservativen Gruppierung. Da 1998 die MDNP an der Fünf-Prozent-Hürde scheiterte, verlor selbst Bogár sein Mandat. In der Mitte-rechts-Regierung von Viktor Orbán bekam er jedoch mehrere wichtige Posten: er war Staatssekretär im Kanzleramt, er präsidierte das regierungsnahe "Zentrum für strategische Forschungen", das mit dem langfristigen Planen der Regierungspolitik beauftragt wurde, sowie fungierte er als persönlicher Berater des Ministerpräsidenten Dr. Viktor Orbán. Als Direktor des schon erwähnten Institutes fing er an, sich mit globalisierungskritischen Themen auseinanderzusetzen. Er galt damals als Hauptideologe der Regierung. 2002 verloren aber die Antikommunisten knapp die Wahlen, so auch Bogár sollte zu seinen wissenschaftlichen Tätigkeiten zurückkehren. Er lehrt z. Z. an mehreren Universitäten: er ist Professor für Kommunikationswissenschaft an der kalvinistischen Universität von Budapest, Inhaber des Lehrstuhls für Statistik an der International Business School of Budapest (IBS), und gastiert regelmäßig bei diversen Konferenzen im In- und Ausland.
Er ist verheiratet, hat zwei Kinder, und spricht Französisch, Englisch und Russisch. Er ist promovierter Wirtschaftswissenschaftler und habilitierter Politologe.

## Philosophie
Als Ökonom wollte er sich gegen die neoklassische Schule positionieren und eine eigene Wirtschafts- und Gesellschaftslehre aufbauen, wobei er sich u. a. auf die Ideen von Karl Marx, Martin Heidegger, Béla Hamvas, Mircea Eliade und Carl Schmitt stützte. In seinem Hauptwerk, "Magyarország és globalizáció" (Ungarn und Globalisierung), versuchte er, eine eigene Interpretation der modernen Geschichte auszuarbeiten, in dem er kapitalistische Fortschrittsmanie und postmoderne Entsakralisierung der Umwelt kritisiert. Er widmet einige Kapitel in diesem Buch dem ungarischen Systemwechsel von 1989, den er als einen reinen Imperiumwechsel beschreibt. Nach diesen Thesen formiert sich eine kritische Schule um Bogár, die eine ökologische Antwort auf den Kapitalismus auszuarbeiten vorhat. Bogár betrachtet die Welt als eine Einheit, wo die einzelnen Untersysteme (Wirtschaft, Recht, Kultur usw.) einander untergeordnet sind. Seine Geschichtsphilosophie trägt gewisse metaphysische Züge in sich.

## Jetzige politische Tätigkeit
Seine Vorliebe für die ungarischen Bürgerlichen revidierte Bogár. In seinen späteren Büchern kritisierte er sogar die Orbán-Regierung, und er macht in seiner regen Publizistik in der Tageszeitung "Magyar Hírlap" darauf aufmerksam, wie trügerisch das soziale und globalisierungskritische Profil der jetzigen Opposition sei. Einige behaupten, dass er bei einer grünen oder globalisierungskritischen, linksnationalen Partei auftauchen konnte. Für die jugendlichen Globalisierungskritiker gilt er auch als Referenzpunkt. Er ist ständiger Gast bei diversen linksgerichteten, systemkritischen Organisationen, seine Artikel erscheinen auch bei dem linksradikalen Indymedia. Er nahm an den heurigen Gesprächen der Umweltorganisation "Védegylet" (dt. Schutzbund) teil, wo die Möglichkeit einer grünen Partei erörtert wurde.